# Peter Eichstädt (Radsportler)

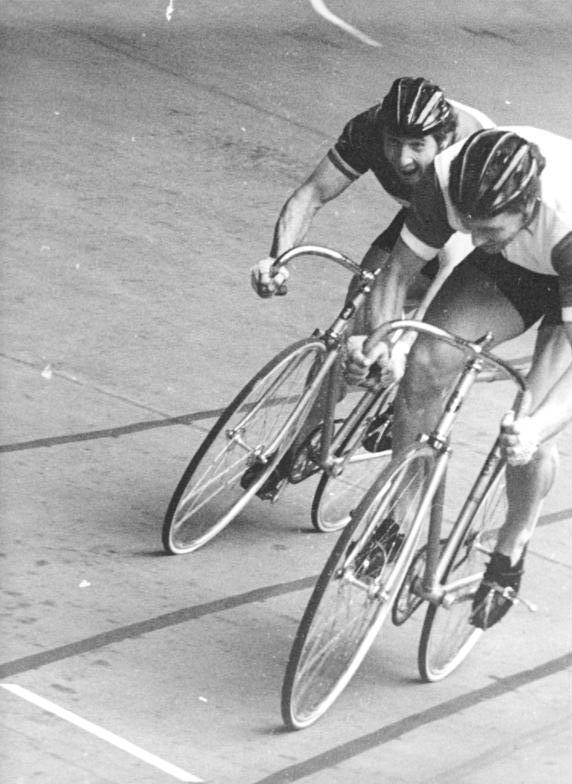
Peter Eichstädt (r.)

Peter Eichstädt (* 9. Juni 1946 in Berlin) ist ein ehemaliger deutscher Bahnradsportler und heutiger Betreuer eines Radsportteams.

## Sportliches Laufbahn
Viermal errang Peter Eichstädt, der für den TSC Berlin startete, in den 1970er Jahren einen DDR-Meistertitel im Bahnradsport. 1972 wurde er Meister im Sprint und im Tandemrennen, mit Klaus-Jürgen Grünke. 1973 konnte er mit Grünke diesen Erfolg auf dem Tandem wiederholen. 1976 wurde er ein zweites Mal DDR-Meister im Sprint. 1973 siegte er im Großen Fliegerpreis von Forst. 1974 wurde er Zweiter im Grand Prix Kopenhagen.
Zweimal trat er bei UCI-Bahn-Weltmeisterschaften im Sprint an: 1974 belegte er Platz fünf, im Jahr darauf blieb er unplatziert.

## Berufliches
Heute ist Eichstädt als Betreuer des Ked-Bianchi-Teams in Berlin tätig (Stand 2018).